# Sommepy-Tahure
Sommepy-Tahure è un comune francese di 634 abitanti situato nel dipartimento della Marna nella regione del Grand Est.

## Società

### Evoluzione demografica
Abitanti censiti